# Copa CONMEBOL 1996
V Copa Conmebol 1996

## 1/8 finału (10.09-02.10)
CA Bragantino –  SE Palmeiras 5:1 i 0:3

 Deportes Tolima –  CR Vasco da Gama 1:0 i 0:4

 Deportivo Táchira –  Independiente Santa Fe 2:2 i 0:3

 Alianza Lima –  CS Emelec 2:1 i 1:2, karne 3:4

 Club Guaraní –  Fluminense FC 3:1 i 2:2

 Club Bolívar –  CA Lanús 1:0 i 1:4

 CD Cobreloa –  Rosario Central 3:2 i 1:4

 Porongos Trinidad –  River Plate Montevideo 2:2 i 0:6

## 1/4 finału (07-24.10)
Rosario Central –  River Plate Montevideo 4:0 i 0:0

 Club Guaraní –  CA Lanús 0:2 i 2:6

 CS Emelec –  CR Vasco da Gama 0:2 i 1:0

 Independiente Santa Fe –  CA Bragantino 1:0 i 0:0

## 1/2 finału (29.10-13.11)
CA Lanús –  Rosario Central 3:0 i 3:1

 CR Vasco da Gama –  Independiente Santa Fe 2:1 i 0:1, karne 5:6

## FINAŁ
CA Lanús –  Independiente Santa Fe 2:0 i 0:1
20 listopada 1996 Buenos Aires? (?)

 CA Lanús –  Independiente Santa Fe 2:0(1:0)

Sędzia: C Robles (Chile)

Bramki: 1:0 Mana 31k, 2:0 Ibagaza 76

Club Atlético Lanús: Rosa, Serrizuela, Galaschi, Siviero, Bresen, Mana, Cravero, Ibagaza, Coyette (Laeosegliaz 69), Enris (Balloao 77), Lopez (Coimbra 84).

Club Deportivo Independiente Santa Fe: Dudamamal, Florez (Perez 81), Garces, Mendez, Opegui, Salcedo, Villamizar (Penayo 46), Hurtado, Vidales, Whittingham, Hoyos (Diaz 62).
4 grudnia 1996 Bogota? (?)

 Independiente Santa Fe –  CA Lanús 1:0(1:0)

Sędzia: ?

Bramki: Wittingham 4k
Club Deportivo Independiente Santa Fe: Dudamamal, Florez (Zea 72), Gutierrez, Garces, Upegui, Villamizar, Salcedo, Vidales (Perez 45), Wittingham, Diaz, Penayo.

Club Atlético Lanús: Roa, Loza, Falaschi, Siviero, A Gonzalez, J Fernandez (Serizuela 65), Cravero, Morales, Ibagaza (Lacosegiaz 81), A Lopez, Belloso (Enria 74).